# Мареограф
Марео́граф (от лат. mare — море и др.-греч. γράφω — пишу; другие названия — лимнигра́ф, приливоме́р, самопишущий футшто́к) — прибор для измерения и непрерывной автоматической регистрации колебаний уровня моря.
Существуют прибрежные мареографы и мареографы открытого моря. В постоянных пунктах наблюдений используется прибрежный мареограф — поплавковый самописец уровня моря (СУМ); в прибрежной зоне морей — мареографы, принцип действия которых основан на измерении гидростатического давления столба воды. На временных пунктах наблюдений применяются автономные гидростатические мареографы, в которых датчик и регистратор смонтированы в одном контейнере. В другом типе гидростатических мареографов регистрирующая часть устанавливается на берегу, а данные об изменении давления передаются к регистратору по трубке. В таких приборах, кроме записи на ленту, производится передача данных об уровне по радио.
Мареографы открытого моря, также фиксирующие изменения гидростатического давления, могут ставиться на дно при глубине до 250 м и вести автономную запись в течение месяца.